# AV Spiridon
Atletiek- en trimvereniging Spiridon is gevestigd in de gemeente Gilze en Rijen (Noord-Brabant). De vereniging is officieel opgericht op 27 februari 1989, maar bestond reeds sinds september 1986 als atletiekgroep Gilze-Rijen. AV Spiridon is aangesloten bij de Atletiekunie, en is in ingedeeld in regio 13 (Midden Brabant). AV Spiridon telde eind 2017 ruim 450 leden.

## Accommodatie
Sinds 2014 heeft de vereniging de beschikking over een eigen kunststofbaan. Behalve atletiek worden er ook hardlopen, spinning, nordic walking en handbiking beoefend.
AV Spiridon beschikt over een eigen clubgebouw bij de voormalige steenfabriek De Vijf Eiken, met daarachter een aantal technische atletiekvoorzieningen zoals: sprintlanen, een verspringbak, discusring, speerwerpsector, kogelstootring, hoogspringen en polsstokhoogspringen. Ook is er een heuvelachtig loopparcours achter het clubgebouw op het terrein aanwezig. Hier worden o.a. een aantal prestatielopen en wedstrijden op georganiseerd.
Het clubgebouw ligt aan de rand van boswachterij Dorst en is het uitgangspunt waar verschillende trainingsgroepen starten. De trainingen voor de diverse loopgroepen vinden plaats in de bossen van boswachterij Dorst.

## Evenementen
Spiridon organiseert ieder jaar de AV Spiridoncross (onderdeel van Crosscircuit Midden-Brabant) en de Leemputtenloop in Boswachterij Dorst (overdeel Wegcircuit Midden-Brabant). Tevens organiseert Spiridon diverse baan- en indoorwedstrijden op verschillende niveaus.
Sinds 2014 organiseert AV Spiridon ook de Avondvierdaagse Rijen.